# Włodzimierz Lwowicz
Włodzimierz Lwowicz lub Włodzimierz Hiolski-Lwowicz właściwie Włodzimierz Hiolski (ur. 9 października 1927 we Lwowie, zm. 26 lutego 2002 w Bytomiu) – polski śpiewak operowy (baryton).

## Życiorys
Był młodszym bratem innego śpiewaka Andrzeja Hiolskiego, również barytona, z którym wspólnie zaczynał karierę po II wojnie światowej na deskach Opery Śląskiej w Bytomiu. Dla odróżnienia od brata posługiwał się pseudonimem Lwowski, nawiązującym do miasta ich pochodzenia – Lwowa. W dorobku miał między innymi występy w Weselu w reż. Bronisława Dąbrowskiego oraz w Carmen w reż. Adolfa Popławskiego. W 1987 r., został wyróżniony Nagrodą Ministra Kultury i Sztuki I stopnia za całokształt działalności artystycznej w dziedzinie wokalistyki.